# 宋之儁
宋之儁（？—1644年），號秀南，山西平阳府灵石縣人，明朝政治人物。

## 生平
宋之儁是萬曆三十七年己酉科山西乡试第五十六名举人，天啓二年（1622年）壬戌科进士。刑部观政，三年授容城知县，五年调束鹿县，崇祯二年升礼部主客司主事，四年升精膳司员外，升主客司郎中，五年官至官山东登莱监军副使，七年忤逆巡按谢三宾，在朝廷互相攻讦，于是落职归乡。谢三宾也被贬秩。崇祯十七年（1644年）李自成攻陷灵石縣城，宋之儁受刑而死。妻子乔氏大骂后撞阶而死。他们的女儿收敛父母的尸体后，拔簪刺喉而死。